# Prozessschutz

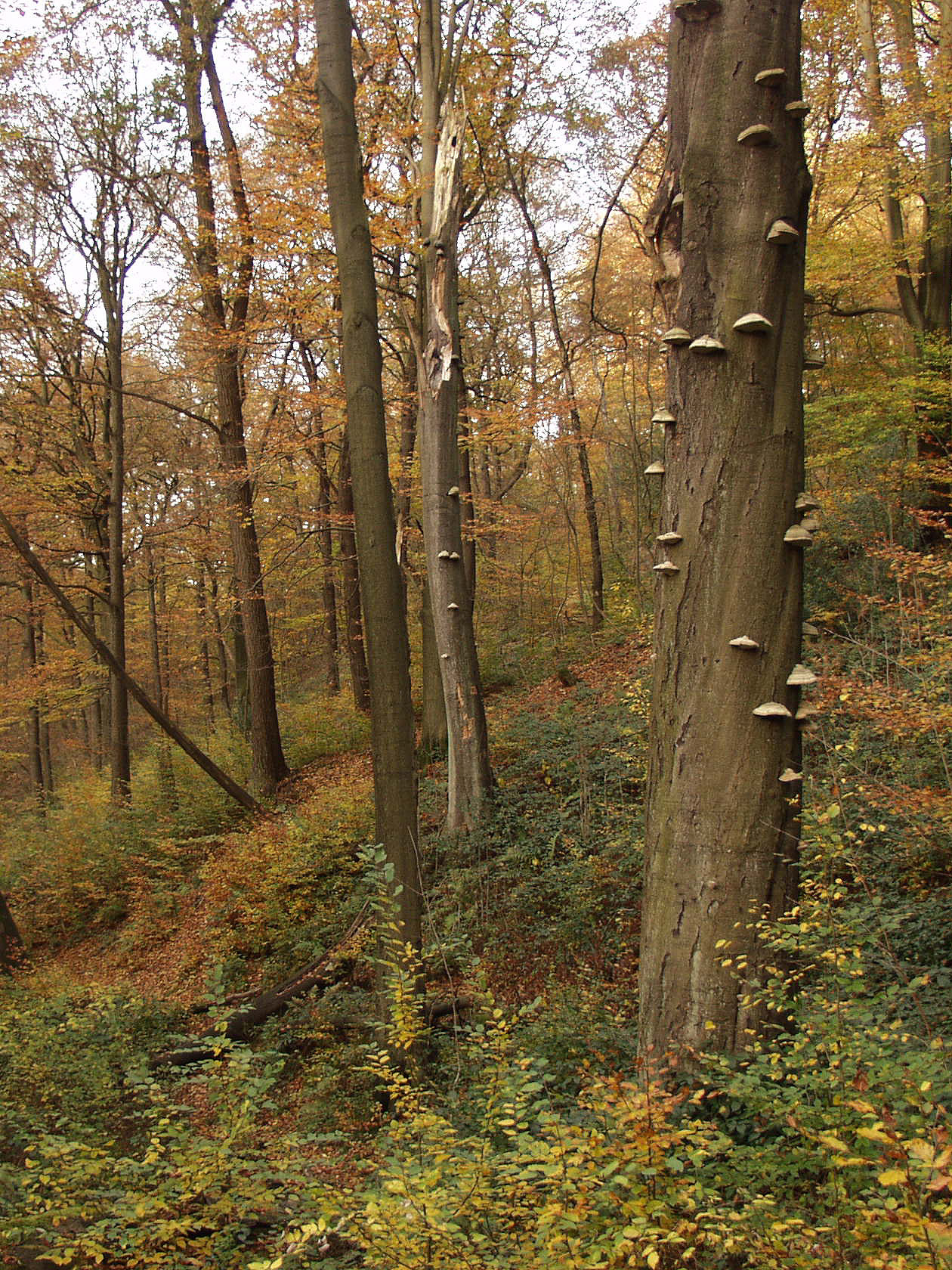
Urwald von Morgen: Prozessgeschützter Eichen-Buchen-Hangwald auf dem ehemaligen Wuppertaler Truppenübungsplatz Scharpenacken

Prozessschutz ist eine Naturschutzstrategie, die vom deutschen Forstökologen Knut Sturm geprägt wurde. Sie beruht im engeren Sinne auf dem Nicht-Eingreifen in die natürlichen Prozesse von Ökosystemen. Im weiteren Sinne fasst man darunter auch die Integration von Naturschutzbelangen in umweltfreundlichen Nutzungsformen von Kulturlandschaften. Die Prozessschutz-Strategie ist nicht geeignet für die Erhaltung unveränderlicher Soll-Zustände, wie es bei verschiedenen Pflegestrategien der Fall ist. Der Schwerpunkt liegt stattdessen auf der Erhaltung der natürlich-dynamischen Prozesse, die zu neuen – nicht genau vorhersehbaren – Systemzuständen führen.
In diesem Zusammenhang sind natürliche und nutzungsbedingte Störeinflüsse (wie Sturm, Wildfeuer, Überalterung eines Baumbestandes, Schädlinge u. Ä.) für eine solche Entwicklungsdynamik von großer Bedeutung. Dabei werden zwar immer wieder einzelne Habitattypen oder Teile davon zerstört, zugleich schaffen sie jedoch neuartige Lebenssituationen und verändern das Konkurrenzgefüge zwischen den Arten. Die Sukzession beginnt von neuem, Regenerationszyklen werden neu realisiert oder modifiziert. Die natürliche Selektion wird angeregt, so dass sich der Genpool der beteiligten Arten regenerieren kann und das dynamische Gleichgewicht des Ökosystems stabilisiert wird.
Damit ist der Prozessschutz im Grundsatz ein Spiegelbild der natürlichen Prozesse in der Wildnis. Man unterscheidet allerdings zwischen segregativem und integrativem Prozessschutz.

## Konzepte
Nur beim segregativen Prozessschutz steht die vollkommen ungesteuerte Naturentwicklung zu wildnisähnlichen Lebensräumen im Mittelpunkt. Sie wird vor allem bei der Wiederherstellung wildnisähnlicher Gebiete in Kulturlandschaften angewendet (siehe Wildnisentwicklungsgebiete). Der segregative Prozessschutz folgt der kulturellen Naturvorstellung, dass Wildnis autopoietisch entstünde.
Europaweit bemüht sich die European Wilderness Society um die Festschreibung des Prozessschutzes für große Wildnis(entwicklungs)gebiete in den Kernzonen bestehender Nationalparks und anderer Großschutzgebiete.
Neben den vorgenannten Wildnisentwicklungsgebieten wird der Ansatz des Prozessschutzes auch in Nationalparks, wie im Nationalpark Vorpommersche Boddenlandschaft, Nationalpark Kellerwald-Edersee oder Nationalpark Bayerischer Wald als Leitbild verwendet.
Beim integrativen Prozessschutz findet eine Bewertung und Auswahl der natürlichen Prozesse statt, die entsprechend der formulierten Ziele einer bestimmten Landschaftsentwicklung zugelassen oder verhindert werden. Allerdings galt dies im ursprünglichen Sinne nur auf begrenzten, mosaikartigen Teilflächen in Wirtschaftswäldern. Das heißt, die natürliche Dynamik von "Wildnis- (sprich: Urwald-) inseln" im Wirtschaftswald soll genutzt werden.

## Naturschutzfachliche Definition nach Jedicke
Die aktuelle Prozessschutz-Definition nach Eckhard Jedicke 1998: "Prozessschutz bedeutet das Aufrechterhalten natürlicher Prozesse (ökologischer Veränderungen in Raum und Zeit) in Form von dynamischen Erscheinungen auf der Ebene von Arten, Biozönosen, Bio- oder Ökotopen, Ökosystemen und Landschaften. Prozeßschutz zielt sowohl auf den Erhalt
- anthropogen ungesteuerter Dynamik auf mindestens aktuell ungenutzten Flächen unter Einfluss von Sukzessionsprozessen auf durch den Menschen veränderten bzw. beeinflussten Standorten, welche zu naturnäheren Stadien führen können (Prozessschutz im  engeren Sinne oder segregativer Prozeßschutz) als auch
- von Nutzungsprozessen, welche eine Kulturlandschafts-Dynamik mit positiven Auswirkungen auf Naturschutzziele (des Arten- und Biozönosen-, Biotop-, abiotischen Ressourcen- und Kulturlandschaftsschutzes) als Nebeneffekt bedingen, ohne dass gezielt betriebene Pflegeeingriffe stattfinden (Nutzungsprozeßschutz oder integrativer Prozeßschutz)."

## Entwicklung
Grundlage für die Idee des Prozessschutzes war die Revision des aus den 1970er Jahren stammenden Paradigmas des "ökologischen Gleichgewichtes". Der US-Naturschutzbiologe Daniel Botkin wies in seinem 1990 erschienenen Buch Discordant Harmonies das Scheitern vieler wissenschaftlich begründeter Managementbemühungen in US-Nationalparks und dem Fischereimanagement aufgrund überholter Naturschutz-Mythen nach. Er plädierte für einen Schutz der natürlichen Prozesse. Steward Picket schlug dafür 1992 die Begrifflichkeit des "flux of nature" vor. Wichtig für die neue Sichtweise war das Mosaik-Zyklus-Konzept von Hermann Remmert. Es löste die Vorstellung von einem ökologischen Gleichgewicht ab und machte deutlich, wie sehr die Wertung eines Ökosystems von Stabilitätsdefinition als auch von der Betrachtungsebene und dem Betrachtungszeitraum abhängen.

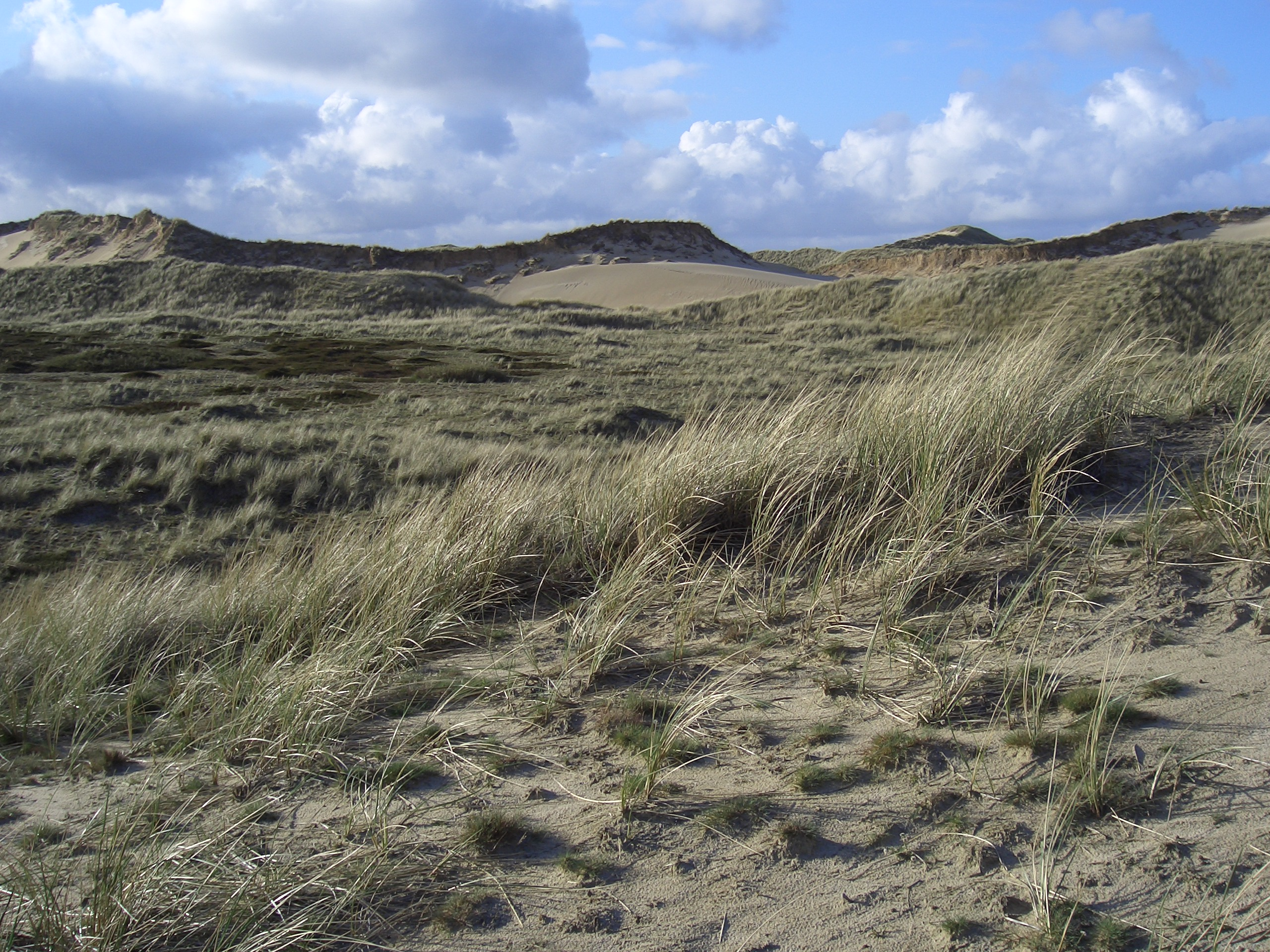
Natur Natur sein lassen ist das Motto des Nationalpark Schleswig-Holsteinisches Wattenmeer. Die ablaufenden Prozesse zu beobachten ohne einzugreifen gilt als anzustrebendes Ideal, wie hier in der Amrumer Dünenlandschaft

## Kritik und Konflikte
Der Naturschutzbiologe Reinhard Piechocki argumentiert, dass auch der Schutz „natürlicher Prozesse“ von menschlichen Vorstellungen dominiert sei; vor allem von einem bestimmten Bild der „Wildnis“. Diese Kritik bezieht sich sowohl auf den integrativen Prozessschutz, der eine Auswahl zugelassener Prozesse vorgibt, als auch auf den segregativen Prozessschutz, weil auch dieser in der Ausweisung von Schutzgebieten die Wildnis erstens (negativ) in Differenz zum Ausgangsstadium, das keine Wildnis sei, bestimmt und zweitens sie aus bestimmten kulturellen Mustern heraus als erstrebenswert betrachtet.

„Obwohl der Prozesschutz vorgibt, primär naturwissenschaftlich zu argumentieren, löst er sich nicht von den ganzheitlich-organizistischen Naturvorstellungen, denn es geht ihm letztlich nicht um den Schutz ökologischer Prozesse an sich, sondern um die Verwirklichung idealtypischer, wildnisgeprägter Naturbilder.“

In der Umsetzung wird Prozessschutz eher angestrebt, um damit andere Ziele zu erreichen. So ist dies beispielsweise in der 2007 verabschiedeten Nationalen Strategie zur biologischen Vielfalt (NBS) der (damaligen) Bundesregierung der Fall. Der Schutz der Prozesse wird dort prioritär mit dem Biodiversitätsschutz befürwortet (siehe Wildnis). Die Hoffnung ist, dass sich mit dem Laufenlassen natürlicher Prozesse eine höhere Biodiversität einstellt, was bei einigen in der NBS skizzierten, potenziellen Prozesschutzgebieten (namentlich Bergbaufolgelandschaften und ehemalige Truppenübungsplätze) eher nicht eintreten dürfte (weil mit dem dann zwangsläufig stattfindenden Übergang von Offenlandbiotopen zu Wald ein Rückgang der Artenvielfalt erwartet werden muss). Speziell auf bei anthropogen überprägten Kulturlandschaften könnte der Einsatz von halb-wilden Weidetieren (z. B. Koniks, Galloway, aber auch Rotwild), ein effektives Mittel sein, um durch natürliche Prozesse Artenvielfalt zu fördern. Allerdings wird diese Strategie aktuell von den Akteuren eher abgelehnt, was eventuell auf eine andere, eher puristischere Vorstellung von Prozessschutz zurückzuführen ist.
Laien bewerten Prozessschutz oft negativ als "bloßes Nichtstun", was manchmal Konflikte hervorrufen kann. So führte z. B. der Prozessschutz im Nationalpark Bayerischer Wald (der seit Mitte der 1990er Jahre von starkem Borkenkäferbefall betroffen ist) zu heftigen Diskussionen zwischen Befürwortern und Gegnern des Konzepts.
Ein weiteres Problemfeld ist die Ausbreitung invasiver Arten – meist Neobiota – in Prozessschutzgebiete (zum Beispiel Herkulesstaude, Spätblühende Traubenkirsche, Drüsiges Springkraut, Waschbär, Eichen-Prozessionsspinner, Signalkrebs uvm.), da nach deutschem Naturschutzrecht (§ 40 (3) Sätze 1 und 2 BNatSchG) und dem vieler anderer Länder vorgeschrieben ist, solche Arten zu beseitigen und ihre Ausbreitung zu verhindern. Dies widerspricht zum einen dem Prozessschutzgedanken und verhindert zum anderen die Entstehung neuartiger Ökosysteme in Zeiten eines fortschreitenden Klimawandels. Beim deutschen Wald etwa befürworten Forstwissenschaftler den (umsichtigen) Anbau einiger fremdländischer Baumarten im Sinne eines klimaplastischen Waldes, die nicht invasiv sind, aber etliche wirtschaftliche und ökologische Vorteile bieten. Von Seiten des Naturschutzes herrscht hier bislang noch völlige Ablehnung, die sich bereits in der unterschiedlichen Bewertung bestimmter Arten als invasiv oder nicht invasiv ausdrückt.